# 유리 자바드스키

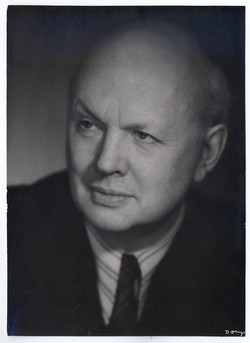

유리 자바드스키(Yuri Alexandrovich Zavadsky, 러시아어: Ю́рий Алекса́ндрович Зава́дский, 1894년 6월 30일 ~ 1977년 4월 5일)은 러시아의 연출가다.
바흐탄고프 연구극장에서 1924년 모스크바 예술극장으로 옮겨 그곳에서 활동하는 한편 자기의 연구극장도 일으켜서 이를 지도하였고, 1940년부터는 모스크바 소비에트 극장의 수석연출가로 있다. 그의 대표적 작품으로는 전시(戰時)중의 <내습(來襲)>, 전후의 <가면무도회> 외에 몇 개의 셰익스피어극이 있다.